# Melbourne Outdoor 1984
Il Melbourne Outdoor 1984 è stato un torneo di tennis giocato sull'erba. È stata la 2ª edizione del Melbourne Outdoor, che fa parte del Volvo Grand Prix 1984. Si è giocato a Melbourne in Australia dal 24 dicembre al 1º gennaio 1984.

## Campioni

### Singolare maschile
Dan Cassidy ha battuto in finale  John Fitzgerald con il punteggio di 7–6, 7–6

### Doppio maschile
Broderick Dyke /  Wally Masur hanno battuto in finale  Mike Bauer /  Scott McCain con il punteggio di 6–7, 6–3, 7–6